# Digidi
DiGiDi (officielt selskabsnavn: De Kreatives Uafhængige Andelsselskab a.m.b.a, stiftet i 2003) er et non-profit andelsselskab fra Danmark med over 4.500 andelshavere (per juli 2021), som arbejder med digital distribution af kreativt indhold, primært musik. 
Andelsselskabets udelukkende formål er, at tilgodese andelshavernes fælles interesse. “At sikre medejerne adgang til den optimale digitale distribution af deres værker.” Overskuddet fordeles derfor til andelshaverne i forhold til størrelsen af deres salg. Der spares desuden op i virksomheden til fælles investeringer, men der udbetales 92-94% af alt musiksalg.
DiGiDi udgiver musik gennem samarbejdsaftaler med distributionsnetværk og udgiver i dag halvdelen af alle digitale musikudgivelser i Danmark på platforme som Spotify, Apple Music, Yousee Music og mange flere.